# ألكسندر (داكوتا الشمالية)
ألكسندر (بالإنجليزية: Alexander, North Dakota)‏ هي مدينة تقع في ولاية داكوتا الشمالية في الولايات المتحدة. تبلغ مساحة هذه المدينة 3.73 (كم²)، وترتفع عن سطح البحر 667 م، بلغ عدد سكانها 223 نسمة في عام 2010 حسب إحصاء مكتب تعداد الولايات المتحدة.

## التركيبة السكانية
قام مكتب تعداد الولايات المتحدة بتحديد بيانات التركيبة السكانية لألكسندر في تعداد الولايات المتحدة. في ما يلي، التركيبة السكانية حسب تعدادي 2000 و2010.

### تعداد عام 2000
بلغ عدد سكان ألكسندر 217 نسمة بحسب تعداد عام 2000، وبلغ عدد الأسر 87 أسرة وعدد العائلات 60 عائلة مقيمة في المدينة. في حين سجلت الكثافة السكانية 150.6 نسمة لكل ميل مربع (58.1/كم2). وبلغ عدد الوحدات السكنية 106 وحدة بمتوسط كثافة قدره 73.6 نسمة لكل ميل مربع (28.4/كم2).
وتوزع التركيب العرقي للمدينة بنسبة 93.55% من البيض و 5.99% من الأمريكيين الأصليين.
بلغ عدد الأسر 87 أسرة كانت نسبة 32.2% منها لديها أطفال تحت سن الثامنة عشر تعيش معهم، وبلغت نسبة الأزواج القاطنين مع بعضهم البعض 59.8% من أصل المجموع الكلي للأسر، ونسبة 4.6% من الأسر كان لديها معيلات من الإناث دون وجود شريك، وكانت نسبة 31.0% من غير العائلات. تألفت نسبة 28.7% من أصل جميع الأسر من أفراد ونسبة 10.3% كانوا يعيش معهم شخص وحيد يبلغ من العمر 65 عاماً فما فوق. وبلغ الحجم الوسطي للأسر 3.08، أما الحجم الوسطي للعائلات فبلغ 2.49.
بلغ متوسط دخل الأسرة في المدينة 26,042 دولار، أما متوسط دخل العائلة فبلغ 35,625 دولار. وكان متوسط دخل الذكور 25,000 دولار مقابل 20,000 دولار للإناث. وسجل دخل الفرد الخاص بالمدينة 11,630 دولار. وكانت نسبة 15.9% من العائلات ونسبة 20.3% من السكان تحت خط الفقر، وكان من هؤلاء نسبة 24.7% تحت سن الثامنة عشر ونسبة 21.1% في الخامسة والستين من العمر وما فوق.

### تعداد عام 2010
بلغ عدد سكان ألكسندر 223 نسمة بحسب تعداد عام 2010، وبلغ عدد الأسر 100 أسرة وعدد العائلات 60 عائلة مقيمة في المدينة. في حين سجلت الكثافة السكانية 155.9 نسمة لكل ميل مربع (60.2/كم2). وبلغ عدد الوحدات السكنية 120 وحدة بمتوسط كثافة قدره 83.9 لكل ميل مربع (32.4/كم2).
وتوزع التركيب العرقي للمدينة بنسبة 91.5% من البيض و 4.9% من الأمريكيين الأصليين و 1.8% من الأمريكيين الأفارقة و 1.3% من عرقين مختلطين أو أكثر.
بلغ عدد الأسر 100 أسرة كانت نسبة 21.0% منها لديها أطفال تحت سن الثامنة عشر تعيش معهم، وبلغت نسبة الأزواج القاطنين مع بعضهم البعض 48.0% من أصل المجموع الكلي للأسر، ونسبة 5.0% من الأسر كان لديها معيلات من الإناث دون وجود شريك، بينما كانت نسبة 7.0% من الأسر لديها معيلون من الذكور دون وجود شريكة وكانت نسبة 40.0% من غير العائلات. وبلغ الحجم الوسطي للأسر 2.82، أما الحجم الوسطي للعائلات فبلغ 2.23.
بلغ العمر الوسطي للسكان 43.3 عاماً. وكانت نسبة 18.4% من القاطنين تحت سن الثامنة عشر، وكانت نسبة 9% بين الثامنة عشر والأربعة وعشرون عاماً، ونسبة 25.1% كانت واقعةً في الفئة العمرية ما بين الخامسة والعشرون حتى والأربعة وأربعون عاماً، ونسبة 32.3% كانت ما بين الخامسة والأربعون حتى الرابعة والستون، ونسبة 15.2% كانت ضمن فئة الخامسة والستون عاماً فما فوق. وتوزع التركيب الجنسي للسكان بنسبة 55.6% ذكور و44.4% إناث.

## وصلات خارجية
- The US50 - Cities and Towns in North Dakota State